# Roland Dahinden
Roland Dahinden (* 1962 in Zug, Schweiz) ist ein Schweizer Posaunist und Komponist.

## Leben und Wirken
Roland Dahinden studierte Posaune und Komposition an der Musikhochschule Graz (bei Erich Kleinschuster und Georg Friedrich Haas) an der Scuola di Musica di Fiesole in Florenz (bei Vinko Globokar) und an der Wesleyan University, Connecticut (bei Anthony Braxton, Alvin Lucier), wo er 1994 mit einem Master abschloss. Zwischen 1998 und 2002 absolvierte er an der Birmingham University England bei Vic Hoyland  ein Promotionsstudium. Zwischen 1992 und 1995 war er Assistent von Anthony Braxton bzw. Alvin Lucier.
Er ist verheiratet mit der Pianistin Hildegard Kleeb, Vater von zwei Kindern, Anna und Luisa, und er unterrichtet an der Musikschule der Stadt Zug in der Schweiz.

### Interpret
Als Posaunist konzentriert er sich auf die Neue Musik und auf Improvisation/Jazz, Konzerttourneen führten ihn durch Europa, nach Amerika und Asien.
Komponisten wie Peter Ablinger, Maria de Alvear, Anthony Braxton, John Cage, Peter Hansen, Hauke Harder, Bernhard Lang, Joëlle Léandre, Alvin Lucier, Chris Newman, Pauline Oliveros, Hans Otte, Lars Sandberg, Wolfgang Schweinitz, Daniel James Wolf und Christian Wolff schrieben Werke für ihn.
Seit 1987 spielt er im Duo mit Hildegard Kleeb und zusammen seit 1992 im Trio mit dem Geiger Dimitrios Polisoidis. Im Trio mit Christoph Baumann und Jacques Siron spielte er 1988 das Album Rouge, Frisé et Acide (Leo Records) ein. 1989 entstand mit Christian Muthspiel das Duo-Album Trombone Performance (Amadeo).

### Komponist
Als Komponist gilt sein spezielles Interesse der interdisziplinären Zusammenarbeit mit bildenden Künstlern wie Guido Baselgia, Andreas Brandt, Stéphane Brunner, Daniel Buren, Rudolf de Crignis, Philippe Deléglise, Inge Dick, Rainer Grodnick, Sol LeWitt, Lisa Schiess, den Architekten Morger & Degelo und dem Poeten Eugen Gomringer.
Seine Klanginstallationen und -skulpturen werden in Europa und Amerika ausgestellt.

### Auszeichnungen
Dahinden war mehrfach Artist in Residence (1989 im A. Guthry Art Centre, Monahan, Ireland, und 1997/1998 im intermedialen Spritzenhaus, Hamburg). 1990 erhielt er das Londonstipendium der Zuger Kulturstiftung Landis & Gyr, Zug. 2003 wurde er mit dem Preis «Werkjahr» der Kulturdirektion des Kantons Zug ausgezeichnet. Seine CD silberen wurde vom Kulturjournal The New Yorker zu den Top Classical Albums of the Year 2004 gewählt.